# Eustomias dispar
Eustomias dispar és una espècie de peix de la família dels estòmids i de l'ordre dels estomiformes.

## Hàbitat
És un peix marí i d'aigües profundes que viu fins als 485 m de fondària.

## Distribució geogràfica
Es troba a l'Atlàntic occidental central (8° 57′ N, 46° 29′ W).